# Govern de Frey
Henry Frey va governar el territori de l'Alt Senegal del 1885 al 1886 després del govern de Combes

## El govern
Davant l'amenaça que suposava Samori el govern francès finalment va decidir augmentar el pressupost i apujar les forces de 400 a 900 homes. El tinent coronel Henri Nicolas Frey fou nomenat comandant superior el setembre entrant en funcions el 17 de novembre. El 17 d'octubre de 1885 el capità Delanneau, comandant de Bamako, va signar un tractat amb el cap de Nyamina, que es va posar sota protectorat francès ; fins aleshores havia estat fidel a Ahmadu Tall, i aquesta pèrdua va molestar a aquest darrer profundament fins al punt que va enviar al seu exèrcit a les proximitats de Kayes, però una revolta del cap de Kaarta el va obligar a dedicar-se a això. No obstant va prohibir (sota pena de mort) el comerç amb els francesos i el pas de caravanes pel seu territori, causant considerables pèrdues econòmiques.
Frey va començar per prohibir el contraban d'armes, municions i sal (que es feia massivament al Senegal a canvi d'esclaus que enviava Samori) i va ordenar als caps locals alliberar tot esclau que arribés al Senegal. Samori des de llavors va anar curt de municions. Després per no enfrontar dos enemics al mateix temps va fer ofertes de pau a Ahmadu Tall, al que va oferir compensacions per la pèrdua de Nyamina.
El gener de 1886 Frey va preparar la campanya contra Samori a Kayes i Diamou. Es van instal·lar parades d'etapa entre Kayes i Bamako. Una parada cada tres dies amb alguns homes de guarnició, queviures, municions i telègraf; els tiradors formaven tres companyies de 160 homes cadascuna i estaven equipats amb fusells de repetició model 1884. Els equipaments eren portats per mules (excepte pels soldats natius). La marxa es va fer en grups (7 o 8) avançant a un o dos dies de distància i sempre de nit per evitar el calor. La columna tenia com a oficials al comandant Combes, als capitans Tournier i Ridde (més el capità indígena Mahmadou-Racine), als tinents Guerin i Ségur (amb 53 spahis a cavall), Besançon (bateria), al capità Roquetaillade i al tinent Mercantoni (amb dos companyies d'infants de 100 homes cadascuna), als capitans Joly, Ferrat i Robert (tres companyies de tiradors), al tinent Léger (companyia de disciplinaris), al capità Blanchard (companyia d'obrers) i destacaments de les guarnicions de Niagassola, Kita i Bamako sota el tinent Péroz i dos tinents natius. En total 930 homes sota el comandament màxim de Frey. El pla d'aquest era atacar Gale on era Malinkamory fent veure que volia atacar a Fabou Ibrahima al país Manding. Les tropes s'havien de reunir a Kita i Koundou el 9 de gener de 1886 i començar operacions el dia 10.
Frey va creuar el Bakhoy el 10 i va marxar sobre Gale; l'enemic es va retirar després de cremar el poble. Malinkamory, mentre, estava retornant cap a Niafadié i Nabou per unir-se al seu germà Fabou. Frey va avançar cap a Niafadié però va arribar tard quan Malinkamory ja era camí de Nabou. Frey el va perseguir i el va atrapar a la nit al marigot de Fatako-Djino; es va iniciar la lluita, en la qual Frey fou salvat pel intèrpret natiu Alassane-Dio, i els francesos van dispersar als sofes que van deixar uns quants morts (17 de gener de 1886) i l'endemà van seguir cap a Nabou que van ocupar quan els sofes ja l'havien evacuat. Allí van saber que Malinkamory es dirigia cap a Farbalé per tornar al Níger; Frey va esperar allí a les columnes del capità Ridde i el comandant Combes que van arribar al cap de poc (20 de gener) 
D'allí van passar a Niagassola; es van acostar a Bodola, i l'avantguarda es va enfrontar a un destacament enviat per Fabou en ajut del seu germà, que es va haver de retirar. El 26 de gener van arribar els francesos a Niagassola. Mentre Samori, que era a Sanankoro (al sud de Bissandougou), veient l'exèrcit dels seus germans desfet, va enviar propostes de pau. Frey va acceptar però va exigir la retirada de les tropes que hi hagués a la riba esquerra del Níger; Samori va donar les ordres i Fabou Ibrahima amb les darreres tropes va repassar el riu a començaments de febrer.
Frey va tenir notícies aleshores de disturbis a la regió de Bakel; va fer tornar a Kita una part de les seves forces i amb la resta va anar a Bamako passant per Kangaba i Kroussalé; pel camí va cremar el poblament de Krina que havia ajudat als sofes, i va arribar a Bamako el 20 de febrer.

### Pau amb Samori
Des de Bamako va enviar una ambaixada a Samori que ara era a Kéniebacoro, per convenir les condicions de la pau. Les condicions exigides per França eren la renúncia a tota pretensió a la riba esquerra del Níger que fou acceptada i el 25 de març de 1886 es va signar el tractat de pau de Kéniebacoro que recollia els acords.
En aquests dies Frey va saber que tota la regió entre Bakel i Kayes s'havia revoltat i els rebels havien envaït el Bundu o Bondou on havien massacrat als partidaris de França; i les forces franceses havien patit una greu derrota a Koungel. Frey va haver d'enviar gran part de les seves forces cap a Kayes i va voler pactar la neutralitat amb Samori, encarregant negociacions en aquest sentit al capità Tournier encara que calguessin algunes concessions.

## Segon intent cap a Tombuctú
També el mes de març de 1886 el tinent de vaixell Davoust va demanar permís a Frey per a anar de Bamako a Tombuktú pel riu. El comandant hi va donar suport i el ministeri ho va aprovar amb la condició que fos un viatge científic; es va ordenar suspendre el desmuntatge de la canonera i es van preparar una xalupa per prendre reserves de llenya per 20 dies; malauradament Davoust va caure malalt i fou reenviat a França el juny de 1886; el va substituir el tinent de vaixell Caron.

## Tractat de Kéniebacoro
Un annex al tractat de Kéniebacoro, es va signar el 16 d'abril de 1886, segons el qual l'autoritat francesa seria total a la riba esquerre del Níger, excepte al Bouré i al país manding de Kangaba, del que Samori restaria com a protector si més no nominal; els comandants de Bamako i de Niagassola s'abstindrien de tota acció en aquests dos territoris. Com a mostra de bona voluntat Samori va permetre que el seu fill preferit, Diaoulé-Karamoko, visités França convidat pel comandant superior. Frey pensava que en veure la potència de França Samori quedaria convençut que li convenia la pau. El jove príncep, de 17 anys, va visitar durant un mes París i altres llocs de França, on fou cobert de regals, honors i atencions.

## Mahmadou Lamie
Pel conflicte amb el marabut Mahmadou Lamie, la primera part del qual va tenir enfront a Frey, vegeu l'article Mahmadou Lamine

## Relleu
Després de la lluita contra el marabut, el Guoy, la Kaméra i la Guidimaka van quedar tranquil·les i les tropes van retornar progressivament a Kayes el mes de juny i el juliol Frey va retornar a França deixant com a comandant superior interí al cap de batalló Monségur (vegeu interinitat de Monségur).